# Serviciul de Informații Externe

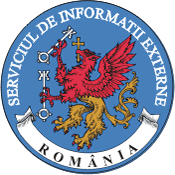
Sceau du SRE

Le Serviciul de Informații Externe (SIE) est le service de renseignement extérieur de la Roumanie (son homologue intérieur est le Serviciul Român de Informații).

## Historique
Fondé le 13 décembre 1990 à la suite de la réorganisation du Centre de renseignement extérieur de la Securitate (la police politique de la République socialiste de Roumanie), le service de renseignements extérieurs a pour mission de recueillir des informations à l’extérieur du pays, de les vérifier et de les valoriser pour protéger la sûreté nationale de la Roumanie.

## Direction
Le Conseil suprême de Défense de la Roumanie (Consiliul Suprem de Apărare a Țării - CSAT) qui s'occupe de la défense, de la sécurité civile et de la politique extérieure, gère le SRE .
Liste des directeurs :
- Mihai Caraman - adjoint au ministre de la Défense nationale, commandant de la Centrului de Informații Externe (CIE) (18.01.1990 - 13.12.1990) devenue la SIE (13.12.1990 - 09.04.1992)
- Ioan Talpeș (ro) (09.04.1992 - 31.07.1997)
- Cătălin Harnagea (ro) - (31.07.1997 - 31.12.2000)
- Gheorghe Fulga (ro) - (12.02.2001 - 20.07.2006)
- Claudiu Săftoiu (ro) - (04.10.2006 - 24.04.2007)
- Silviu Predoiu (ro) – directeur par intérim  (20.07 - 04.10.2006 et 24.04.2007 – 08.12.2007)
- Mihai Răzvan Ungureanu (08.12.2007 - 06.02.2012)
- Silviu Predoiu – directeur par intérim  (06.02.2012 – 28.02.2012)
- Teodor Meleșcanu (28.02.2012 - 22.09.2014)
- Silviu Predoiu – directeur par intérim  (22.09.2014 – 30.06.2015)
- Mihai Răzvan Ungureanu (30.06.2015 - 26.09.2016)
- Silviu Predoiu – directeur par intérim (26.09.2016 – 4 juillet 2018)
- Gabriel Vlase (ro) (depuis le 4 juillet 2018)

## Effectifs
Les effectifs des services de renseignements roumains ne sont pas officiellement communiqués.

## Recrutement
Les critères publiés en 2004 selon lesquels seront sélectionnés les jeunes aspirant à un emploi dans cette institution sont les suivants :
- disposer de la nationalité roumaine,
- être domicilié en Roumanie,
- être âgés de 22 à 35 ans,
- être porteur d'un diplôme universitaire obtenu avec de très bons résultats,
- connaître une langue étrangère,
- avoir des connaissances en informatique,
- être titulaire d'un permis de conduire.

Par ailleurs le candidat idéal ne doit pas avoir de casier judiciaire ni appartenir à une organisation secrète ou interdite ni être membre d’un parti politique.

## Communauté du renseignement roumain
En 2006, on compte au total sept agences de renseignements en Roumanie dont l'Autorité nationale pour l’interception des communications et le Service roumain de renseignements (SRI).
La Roumanie compterait 571 officiers de renseignement pour un million d’habitants, contre 89 en Allemagne ou 98 en France.